# NGC 1544
NGC 1544 est une galaxie lenticulaire située dans la constellation de Céphée. NGC 1544 a été découverte par l'astronome allemand Wilhelm Tempel en 1863.

## Caractéristiques
Sa vitesse par rapport au fond diffus cosmologique est de 3 891 ± 66 km/s, ce qui correspond à une distance de Hubble de 57,4 ± 4,1 Mpc (∼187 millions d'al).
NGC 1544 est une galaxie du champ, c'est-à-dire qu'elle n'appartient pas à un amas et qu'elle est donc gravitationnellement isolée.

## Supernova
La supernova SN 2005ax a été découverte dans NGC 1544 le 26 mars 2005 par l'astronome amateur américain Tim Puckett et par D. George. Le type de cette supernova n'a pas été déterminé.